# Carl Van Vechten
Carl Van Vechten (Cedar Rapids, 17 giugno 1880 – New York, 21 dicembre 1964) è stato uno scrittore e fotografo statunitense.

## Giornalista e scrittore
Nato in una famiglia di lontane ascendenze olandesi, si appassionò di musica e teatro sin da giovanissimo, ma la sua città natale nell'Iowa offriva scarsi stimoli culturali.
Nel 1899 si trasferì a Chicago per frequentare l'università, dove poté finalmente soddisfare la sua fame di cultura. Cominciò la sua carriera di scrittore scrivendo articoli per il settimanale dell'università. Dopo la laurea nel 1903, trovò lavoro come fotoreporter presso il quotidiano Chicago American.
Trasferitosi a New York nel 1906, venne assunto dal New York Times per cui lavorò con vari incarichi fino al 1914. Iniziò come critico musicale, poi per due anni fu  corrispondente dell'Europa, e, una volta rientrato negli Stati Uniti, si affermò come importante critico di danza moderna. Erano gli anni in cui Isadora Duncan e Anna Pavlova lavoravano a New York.
Nel 1914 Carl Van Vechten sposò l'attrice Fania Marinoff. Erano le seconde nozze per lui, che in precedenza era stato sposato per quattro anni con una ragazza della sua città natale. Il matrimonio tra Van Vechten e la Marinoff durò cinquant'anni, fino alla morte di Van Vechten nel 1964.
Dopo aver lasciato il posto di giornalista al New York Times, Van Vechten continuò a scrivere. Nel 1922 pubblicò il suo primo romanzo Peter Whiffle: His Life and Works, a cui fece seguito nel 1926 Nigger Heaven. L'ispirazione per quest'ultimo romanzo gli venne dall'ambiente dei jazz club di Harlem che lo scrittore frequentava abitualmente.

## La fotografia

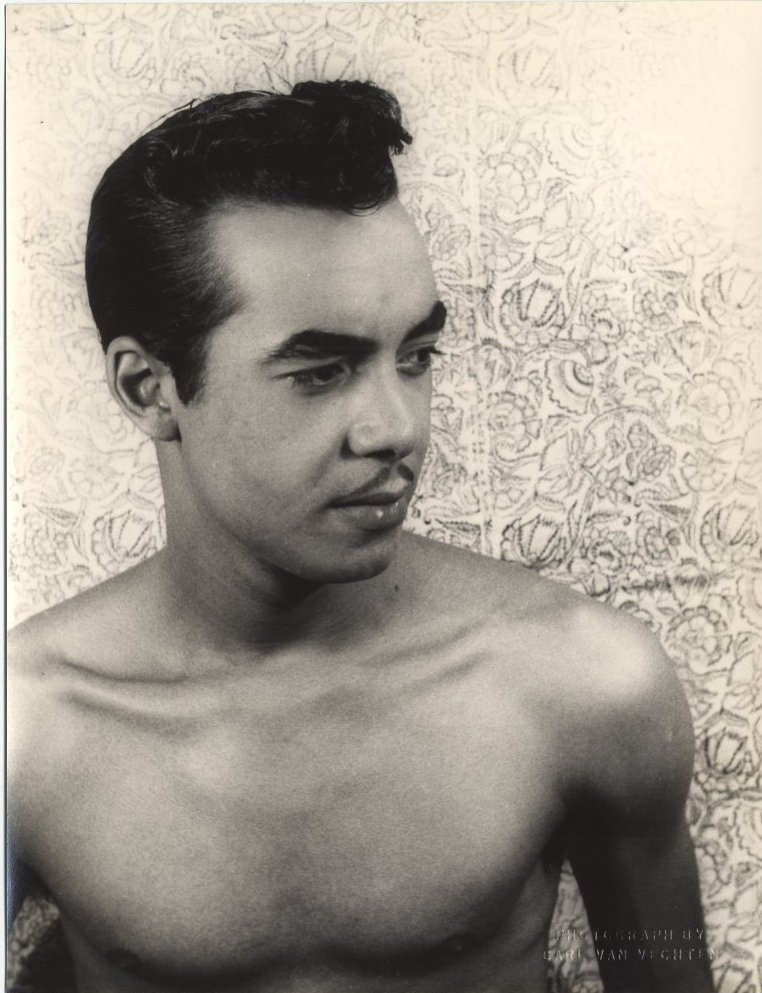
Carl Van Vechten, Shirtless man, 1947

Nel 1932 Van Vechten acquistò una macchina fotografica Leica 35 mm. Da quel momento la fotografia soppiantò la scrittura come suo interesse principale.
Iniziò con i ritratti, in primo piano o a mezza figura, di amici e conoscenti. Considerato che Van Vechten e la moglie attrice erano molto noti sia nell'ambiente dello spettacolo sia nei circoli culturali, le persone ritratte spesso erano (o sarebbe diventate) delle vere e proprie celebrità: scrittori come Gertrude Stein, di cui fu amico, e Francis Scott Fitzgerald, pittori come Frida Kahlo e Diego Rivera, jazzisti come Cab Calloway, ballerini come Francisco Moncion solo per citarne alcune.
La prima esposizione pubblica di fotografie di Van Vechten avvenne nel 1933, in una mostra collettiva. Fu in quell'anno che fotografò il ballerino di tip tap e re del Cotton Club Bill "Bojangles" Robinson.
Tra le mostre più importanti dei suoi lavori, vanno citate quella al Museum of the City of New York nel 1942, con più di cento immagini di teatro, e quella al Philadelphia Museum of Art del 1955.
Carl Van Vechten continuò a scattare fotografie, principalmente ritratti, per tutto il resto della sua vita. Alla sua morte, avvenuta nel 1964 ad 84 anni, il suo archivio fotografico di 1395 immagini scattate tra il 1932 e il 1964 venne donato alla Biblioteca del Congresso degli Stati Uniti. Dato che le restrizioni imposte dall'autore sono scadute nel 1986, per la Biblioteca del Congresso tali foto sono ora nel pubblico dominio.
L'esame delle sue carte personali, rese pubbliche 25 anni dopo la morte, ha evidenziato l'omosessualità o quantomeno la bisessualità del fotografo, testimoniata dai numerosi nudi maschili fotografati.